# Lishui
Lishui is een stadsprefectuur in de oostelijke provincie Zhejiang, Volksrepubliek China. In het noorden grenst Lishui aan Quzhou, Jinhua en Taizhou, en in het zuidoosten aan Wenzhou, en de provincie Fujian in het zuidwesten. Lishui betekent "Het Mooie Water", in het Chinees.